# Мадонна пояса
Это статья о католической реликвии. О реликвии православной церкви см. Пояс Пресвятой Богородицы
Мадонна пояса, или Мадонна делла Чинтола (итал. La Madonna della Cintola) — название многих произведений искусства, а также тип изображения в католической иконографии Девы Марии (Мадонны), передающей Свой пояс (Sacra Cintola) Фоме Неверующему во время Своего Вознесения.

## Легенда
Легенда о поясе Фомы, вероятно, возникла на Востоке и была хорошо известна в Италии к XIV веку. Помимо миссии в Индию, Фома более известен эпизодом, в котором рассказано, как он пропустил явление Иисуса после Воскресения десяти другим апостолам и сказал, что не поверит в возвращение Христа, пока: "Не увижу на руках Его ран от гвоздей, и не вложу перста моего в раны от гвоздей, и не вложу руки моей в рёбра Его (Ин. 20:25). В истории с поясом, при Вознесении Марии (Ассунта), где присутствовали другие апостолы, Фома снова пропустил это событие (он возвращался из Индии), поэтому Дева Мария, зная о скептическом характере Фомы, явилась ему лично и сбросила на него пояс, который Она носила, чтобы дать ему физическое доказательство того, что он увидел Её телесное Вознесение. В других версиях легенды Фома был чудесным образом перенесён из Индии на Елеонскую гору, чтобы присутствовать при самом Вознесении, и Дева Мария сбросила ему пояс.
Согласно одной из версий латинского апокрифа «Переход Марии» (лат. Transitus Mariae), основанного на греческом тексте апокрифа «Святого Иоанна Богослова сказание об успении Святой Богородицы», когда апостолы открыли гробницу, чтобы Фома мог убедиться в погребении Девы Марии, тела там не оказалось. Фома рассказал, что ему было явлено, как Дева Мария возносится на небо (Ассунта), и просил Её дать ему благословение. Тогда Мадонна сбросила ему пояс, которым была опоясана. Кратко этот апокриф пересказан в Золотой легенде Иакова Воррагинского.
По другой версии, реликвия была привезена из Иерусалима в 1141 году итальянским торговцем из Прато Микеле Дагомари и с тех пор хранится в кафедральном соборe Святого Стефано в Прато, в Капелле Святого Пояса (Cappella del Sacro Cingolo). Одной из главных особенностей собора в Прато является угловая внешняя кафедра. Она создана между 1428 и 1438 годами архитектором и скульптором Микелоццо ди Бартоломео, и оформлена рельефами выдающегося скульптора эпохи Возрождения, Донателло. Кафедра была создана для публичной демонстрации Святого Пояса Мадонны на праздник Рождества Девы Марии и на Пасху. Почитание пояса считалось в народе особенно полезным для беременных женщин.

## В искусстве
Сюжет о даровании Священного пояса часто используется в живописи художников, в особенности флорентийской школы. После того, как Флоренция в 1350—1351 годах, расположенная всего в нескольких километрах от Прато, захватила власть в этом городе, пояс стал часто появляться во флорентийском искусстве, в том числе в композициях Мадонна дель Парто, изображающих беременную Деву Марию.
Хранение и экспонирование реликвии в Прато способствовало получению заказов многими выдающимися художниками раннего итальянского Возрождения со всей Тосканы. Реликвия из Прато выдержала в веках противостояние другим историям о поясе Богоматери и является католическим ответом аналогичным святыням восточного христианства: Поясу Богородицы Восточной православной церкви и Святому поясу Сирийской православной церкви.
- Антонио Росселлино и Мино да Фьезоле. Мадонна делла Чинтола. Рельеф внутренней кафедры собора Св. Стефана в Прато. 1473
- Филиппо Липпи. Мадонна делла Чинтола. Между 1452 и 1465. Дерево, темпера. Муниципальный музей, Прато
- Ридольфо дель Гирландайо. Мадонна пояса. Ок. 1508. Собор в Прато
- Нери ди Бичи. Мадонна пояса и святые. Табернакль. Между 1470 и 1475. Дерево, масло. Епархиальный музей, Сан-Миниато, Тоскана
- Пальма Веккьо. Ассунта (Вознесение Девы Марии). Между 1512 и 1514. Дерево, масло. Галерея Академии, Венеция
- Беноццо Гоццоли. Мадонна пояса. 1450. Дерево, темпера. Ватиканская пинакотека
- Франческо Граначчи. Ассунта (Вознесение Девы Марии). Между 1517 и 1519. Дерево, масло. Художественный музей Джона и Мейбл Ринглинг, Сарасота, Флорида, США
- Андреа делла Роббиа. Мадонна пояса. Ок. 1500. Майолика. Либигхаус, Франкфурт-на-Майне

Простейшая версия сюжета представляет Деву Марию в небе, а Фому — на земле, с падающим или передаваемым ему поясом. Обычно Фома изображается перед пустым саркофагом, в котором прежде находилась Дева Мария, а теперь наполненном благоухающими цветами. В более сложных версиях могут присутствовать ангелы, святые и портреты донаторов.
Такие картины иконографически, как и сам сюжет, сближаются с Вознесением Мадонны, поскольку в таких композициях среди других апостолов изображается Фома со своим постоянным атрибутом — поясом. Например, в алтаре Одди Рафаэля, который также именуется Коронованием Девы (изображённом в верхней части композиции), и «Вознесении» Тициана в кафедральном соборе Вероны.
Апостол Фома также показан держащим пояс в «Мадонне делла Чинтола» (неправильно называемой «Успением») работы Пинтуриккьо в апартаментах Борджиа в Ватиканском дворце (1492—1494), где он — единственный апостол. Алтарный образ Пальмы Веккьо, ныне хранящийся в Пинакотеке Брера в Милане, представляет собой промежуточную версию: Фома вдали спешит к другим апостолам, а Дева Мария снимает с Cебя пояс.
- Рафаэль Санти. Алтарь Одди. 1502—1503. Ватиканская пинакотека
- Тициан. Вознесение Девы Марии. 1535. Холст, масло. Кафедральный собор, Верона
- Пинтуриккьо и ученики. Вознесение Девы Марии. 1494. Фреска. Апартаменты Борджиа, Ватикан